# Parafia Zaśnięcia Najświętszej Maryi Panny w Szczawnem
Parafia Zaśnięcia Najświętszej Maryi Panny – parafia prawosławna w Szczawnem, w dekanacie Sanok diecezji przemysko-gorlickiej.
Na terenie parafii funkcjonuje 1 cerkiew:
- cerkiew Zaśnięcia Przenajświętszej Bogurodzicy w Szczawnem – parafialna

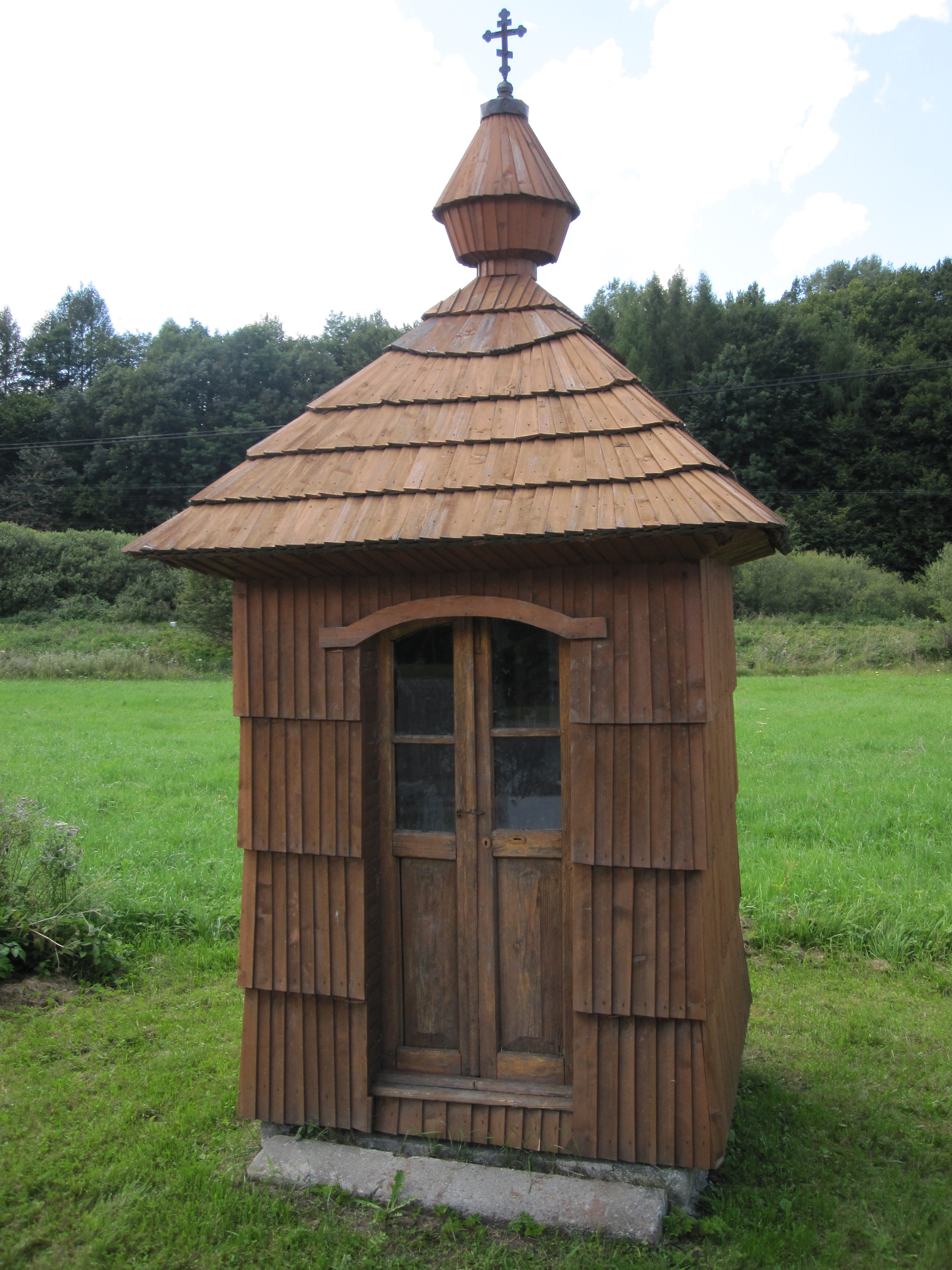
Kapliczka Matki Bożej w Szczawnem

W Szczawnem znajduje się też drewniana kapliczka pod wezwaniem Matki Bożej (położona w centrum wsi).
Obowiązki proboszcza pełni ks. Julian Feleńczak z parafii w Morochowie.